# Image Mastering API
Image Mastering API (IMAPI) は、Microsoft Windows のコンポーネントのひとつで、光ディスクの記録に用いる。Windows XP から導入されて、Windows Vista と Windows Server 2008 では再設計された IMAPIv2.0 が導入されている。

## 概略
IMAPI はブート ディスクを含む、シングルセッションとマルチセッションでの作成および書き込みが可能である。開発において、新しいデバイスに対する低レベル アクセス手段を提供し、拡張記録属性もサポートする。IMAPI は今日に主流の光ディスクをサポートしている。

### 対応メディア
CD
- CD-R
- CD-RW

DVD (IMAPIv2.0)
- DVD-R と DVD+R
- DVD-RW と DVD+RW
- DVD-R DL と DVD+R DL
- DVD-RAM

Blu-ray Disc (IMAPIv2.0)
- BD-R と BD-RE

書き込みフォーマットとしては ISO 9660 （CD-DA を含む）、Joliet をサポートする。IMAPIv2.0 では UDF もサポートする。

### IMAPIv2.0
IMAPI は、Windows Vista と Windows Server 2008 に合わせて再設計され、IMAPIv2.0 としてリリースされた。Windows XP と Windows Server 2003 では、更新プログラム (KB932716) を適用することで利用可能となる。
IMAPIv2.0 での追加機能:
- カーネル モードからユーザー モードでの動作に変更
- 複数のドライブで同時に書き込みが可能になる様に変更
- Windows サービスでの提供ではなく、DLL での提供に変更
- VBScript での使用に対応
- 書き込み中のドライブのロック

Windows Vista では、Windows Media Player ·  Windows DVD メーカー ·  Windows Media Center ·  Windows Explorer で IMAPI は使用されている。